# Motalaström
Motalaström var ett ångfartyg byggt 1855 av Motala Warf i Norrköping. Namnet skrevs ursprungligen Motala Ström och senare Motalaström. På ett tidigt foto av fartyget, skrovet fortfarande svartmålat, kan texten i fören vara Motala Ström och på fartygssidan Motalaström.
Fartyget levererades 1855 till Nya Ångfartygs Bolaget i Norrköping. Fartygets varvsnummer var 51. Skrovet var av järn.
| Fartygsdata                              | MV:s förteckning lev prod |
| ---------------------------------------- | ------------------------- |
| Längd öa                                 | 104,16 fot                |
| Bredd                                    | 22,50 fot                 |
| Höjd köl-underkant reling midskepps      | 13,12 fot                 |
| Höjd köl-underkant däckets bordvartskant | 10,16 fot                 |

| Fartygsdata   | Vid leverans från varv | Efter ombyggnad | Som pråm    |
| ------------- | ---------------------- | --------------- | ----------- |
| Längd öa      | 29,42 meter            | 30,95 meter1    | 29,42meter  |
| Bredd         | 6,72 meter             | 6,68 meter1     | 6,74 meter  |
| Köl till däck |                        | 3,02 meter1     |             |
| Djupgående    | 2,67 meter             |                 | 2,67 meter  |
| Brt/Nrt       | 393/192 ton            |                 | 105/102 ton |

1)Uppgift ur Motala Verkstads förteckning över tillverkade produkter.
Fartyget var ursprungligen byggt endast för lasttrafik och utrustat med en tvåcylindrig trunkångmaskin, maskin nr 120, om 30 nom hk från Motala Verkstad i Motala.
Fartygets byggkostnad var 54 795 rdr rmt.
Då västra stambanan 1862 stod färdig hela sträckan Göteborg-Stockholm, var fartygets redare Ludvig Ringborg en av dem som kände oro för att järnvägen skulle konkurrera ut passagerartrafiken på Göta kanal. Befälhavaren på Motalaström, kapten Erik Bernhard Thorssell, trodde på möjligheten att fortsätta trafiken på kanalen om den kombinerades med passagerartrafik.
Det skulle visa sig att kapten Thorssell fick rätt. Under 1870-talet kom turisttrafiken igång på Göta kanal. Järnvägen blev ett komplement snarare än en konkurrent. Många utländska turister, främst från Amerika, valde båda sätten att färdas. Man åkte tåg från Göteborg till Karlsborg för att åka vidare med kanalbåt till Stockholm, eller vice versa.
Kapten Thorssell grundade 27 februari 1869 rederiet Motala Ströms Ångfartygs Aktie Bolag som blev grunden för dagens Rederi AB Göta Kanal. Med Motalaström bedrevs trafik mellan Stockholm och Göteborg med passagerare och lättare styckegods.
Sedan Motalaström 1868–1869 byggts om till ett kombinerat last- och passagerarfartyg fanns på fartygets däck en stor salong, den så kallade bondsalongen, och akterut en stor matsal. Båda upptog fartygets hela bredd så att utvändiga gångar inte fanns mellan fartygets överbyggnad och dess skrovsidor. Fartyget fick därigenom ett ovanligt utseende som medförde att det av folkhumorn kallades ”spårvagnen”.

## Historik
- 1855	Motala Ström levererades från Motala Warf i Norrköping till Nya Ångfartygs Bolaget i Norrköping.
- 1868	Fartyget köptes för 32 000 rdr rmt av kapten Erik Bernhard Thorsell.
- 1869	Under 1868–1869 byggdes fartyget om till ett kombinerat last- och passagerarfartyg med överbyggda mellan- och akterdäck vid Motala Verkstad i Motala. Det försågs  med 48 hyttplatser, varav 20 för första klass, 16 för andra klass och 12 för tredje klass samt utrustades med en ny ångmaskin, maskin nr 226, om 30 nom hk. Kostnad  36 000 rdr rmt.
- 1869	27 februari. Motala Ströms Ångfartygs Aktie Bolag bildades. Motalaström övertogs från kapten Thorssell för 32 000 rdr rmt. Emellertid fick rederiet inte Kungl Maj:ts stadfästelse på sin första bolagsordning. Rederiet kunde inte bli ett aktiebolag. Därför hölls 28 augusti 1869 en extra bolagsstämma där man beslöt att rederiet ”bleve ett vanligt rederibolag”. Bolagsnamnet blev Motala Ströms Ångfartygs Bolag.
- 1872	Rederiets bolagsordning ändrades och fick Kungl Maj:ts gillande. Rederiet blev, som  ursprungligen avsett, ett aktiebolag, Motala Ströms Ångfartygs Aktie Bolag.
- 1872	Fördäcket överbyggdes vid Lindholmens varv i Göteborg.
- 1881	Fartyget moderniserades vid Bergsunds Mekaniska Verkstad i Nacka. Ny tvåcylindrig compoundångmaskin om 180 ind hk tillverkad vid Bergsunds mekaniska verkstad installerades.
- 1891	Fartyget förbyggdes.
- 1896	Ny ångpanna installerades.
- 1906	Fartyget förbyggdes.
- 1937	Maj. Fartyget utrangerades och fördes till Sjötorps varv där inventarier demonterades. Det såldes därefter till Lödöse varv för upphuggning. Fartyget användes som lagerpråm vid ett varv vid Göta älv.
- 1939	Fartygets skrov köptes av K J Rebensdorff i Göteborg. Det användes under krigsåren för transporter på kanalen och bogserades då av S/S Sätra.
- 1944	Skrovet byggdes om till en öppen pråm vid Göteborgs Mekaniska Verkstad i Göteborg.
- 1945	Juli. Pråmen köptes av Sand & Grus AB Jehander i Stockholm. Den döptes till Jehander IX, namnet skrevs senare Jehander 9.
- 1969	Juli. Pråmen köptes för 200 kr av skeppare Lars Jonasson i Väddö. Den döptes om till Djurön 2.
- 1974	September. Pråmen köptes av K G A Ljungh i Stockholm.
- 1974.	September. Pråmen köptes av Mo Do Cell AB i Husum. Användes som kättingpråm.
- 1976	Pråmen kolliderade med en kaj. Större skador uppstod. Pråmen skrotades.
- 1987	Fartyget avfördes från skeppsregistret.